# Комаржевский, Ян
Ян Комаржевский (также: Жан-Батист Комаржевский, Иван Комаржевский; пол. Jan Chrzciciel Komarzewski, фр. Jean-Baptiste Komarzewski; 1744 или 1747, Подолье — 1 февраля 1810, Париж) — польский военный деятель, генерал-лейтенант (1788), один из ближайших соратников короля Станислава Августа Понятовского, пытавшийся проводить масштабные военные реформы, чтобы предотвратить развал страны. Из-за противодействия шляхты, и, в особенности, магнатов, видевшей в реформах Комаржевского угрозу для своих сословных прав, его политика потерпела неудачу, и Речь Посполитая оказалась разделена.
Комаржевский был одним из немногих, кто сопровождал отрекшегося от престола короля Станислава Августа в его изгнании в Санкт-Петербурге (1795—1798). После смерти короля поступил на русскую службу с чином тайного советника (1798). Последние десять лет жизни провёл во Франции.
Также известен, как картограф, минералог, инженер и нумизмат, автор ряда научных и мемуарно-публицистических сочинений (включая восьмитомный труд по минералогии). Изобрёл так называемый подземный графометр — прибор, который должен был заменить компас при работе в шахтах, измеряющий направление, расстояние и наклон; прибор практически использовался некоторое время начиная с 1803 года.
Друг астронома Уильяма Гершеля и крестный отец его сына Джона. Александровский кавалер (1787), а также кавалер польских орденов Белого орла и Святого Станислава.

## Биография
Родился в 1744 году в бедной и захудалой дворянской (по другим данным, даже вовсе и не дворянской, что было нонсенсом для польской элиты того времени) семье. Учился в школе восточных языков в Константинополе, которую не окончил. С 1766 года служил курьером при польском посольстве. Затем несколько лет служил в прусской армии. В 1773 году приехал в Варшаву, где уже в следующем году был произведён в подполковники. Был представлен королю и быстро вошёл в число его ближайших приближённых. На протяжении ряда лет служил начальником Королевской военной канцелярии. Полковник (1774), генерал-майор (1776), генерал-лейтенант (1788); генерал-адъютант и гофмаршал.
На посту начальника Королевской военной канцелярии фактически руководил коронной армией в 1776—1788 годах. Стремился осуществить масштабные военные реформы, и сумел воплотить в жизнь некоторые из них, в частности:
- Армия была разделена на дивизии
- Хоругви преобразовывались в более современные на тот момент подразделения
- Была введена регулярная выплата жалованья, усилен контроль над командирами
- Была создана штатная должность полковых интендантов
- Были собраны средства на строительство казарм в Варшаве

Комаржевскому удалось также незначительно увеличить численность коронной армии: 14 000 до 18 500 человек. Однако, основные богатства страны были сосредоточены в руках магнатов, многие из которых содержали собственные воинские отряды, с которыми не желали расставаться. Офицерские чины по-прежнему продавались и покупались, продолжали существовать многочисленные должности-синекуры. Рекрутская повинность не вводилась. Казна была практически пуста.
Помимо военных реформ, Комаржевский лично выполнял ряд важных поручений короля:
- Сопровождал русского наследника-цесаревича Павла Петровича и его супругу Марию Фёдоровну во время путешествия по Европе (инкогнито, под именем графа и графини Северных), от Киева и через польские владения.
- Ездил с поручениями в Берлин и Дрезден.
- Выступал посредником при контактах короля с русским послом графом Штакельбергом.
- Подготовил встречу короля с императрицей Екатериной II и Григорием Потемкиным в 1786 году в Санкт-Петербурге.
- Сопровождал короля в Каневе (1787), где тот встречался с Екатериной II во время её путешествия в Крым (в Каневе король предложил Екатерине сформировать 45-тысячную польскую армию для помощи России в войне против Турции, правда, на российские же деньги). В Каневе Екатерина II наградила Комаржевского орденом Святого Александра Невского.

Комаржевский участвовал в заседаниях польского сейма, однако, всеобщая ненависть к нему шляхты вынудила его официально оставить сейм (1788). Около 1785 года против Комаржевского было выдвинуто обвинение в попытке отравить Адама Казимира Чарторыйского, однако в итоге он был оправдан судом.
В 1789 году Комаржевский отправился в Англию, откуда поддерживала регулярную переписку с королём. Там он заинтересовался наукой, особенно астрономией. На этой почве он подружился с Уильямом Гершелем и в 1972 году стал крестным отцом его сына и наследника — Джона Гершеля.
Также Комаржевский металлургией, гидравликой и баллистикой. Комаржевского интересовало всё: от конструкции телескопов, которую он обсуждал с Гершелем, до использования новых сплавов в отливке пушек. В начале 1790-х годов он путешествовал по Швейцарии и Франции, откуда ему пришлось бежать из-за событий Французской революции.
На рубеже 1793/1794 годов Комаржевский вернулся в Варшаву и уже вскоре присоединился к восстанию Костюшко. В мае 1794 года он представил сторонникам Костюшко проект организации обороны Варшавы на базе 15 редутов, которые должны были затруднить наступающим русским осаду и артиллерийский обстрел города. Этот проект, однако, был отклонён.
После поражения восстания Комаржевский в очередной раз уехал за границу. Он побывал, среди прочего, в Германии и Италии. Когда король отрёкся от престола (1795), Комаржевский сопровождал его в изгнании в Санкт-Петербурге.
После кончины короля, император Павел, который знал Комаржевского со времён своего путешествия по Европе, предложил ему поступить на русскую службу. Комаржевский принял предложение, но поступил не на военную, а на гражданскую службу, причём получил чин тайного советника и был назначен к управлению пороховыми заводами. Однако, на действительной службе он пробыл недолго и вскоре через Варшаву уехал в Париж, забрав с собой свою богатую библиотеку, минералогические и нумизматические коллекции.
В Париже Комажевский почти всецело посвятил себя науке. Он написал 8-томный труд по минералогии, опубликовал гидрографическую карту Польши и биографию короля Станислава Августа Понятовского, деятельность которого оценивал сугубо положительно. Также написал «Coup d’oeil rapide sur les causes reelles de la decadence de la Pologne» («Беглый взгляд на реальные причины упадка Польши»; на русский язык работа не переводилась; Paris, 1807).
Поддерживал связь с Обществом друзей науки в Варшаве.
Скончался в Париже в 1810 году и был похоронен на кладбище Пер-Лашез (могила сохранилась).

## Дальнейшее чтение
- Ян Комаржевский. Гидрографическая карта Польши (оцифрована)
- Andrzej Zahorski, w: Polski Słownik Biograficzny. T. 13. Wrocław-Warszawa-Kraków: Polska Akademia Nauk Instytut Historii — Zakład Narodowy im. Ossolińskich Wydawnictwo PAN, 1967—1968, s. 380—383. reprint z 1991 roku, ISBN 83-04-03496-4
- Jerzy Dobrzycki. Jan Chrzciciel Komarzewski — przyczynki do biografii. «Kwartalnik Historii Nauki i Techniki». 33, s. 495—507, 1988. Warszawa.
- Jerzy Dobrzycki. List do redakcji w sprawie uzupełnień bibliograficznych do Przyczynków do bibliografii J. Komarzewskiego. «Kwartalnik Historii Nauki i Techniki». 34, s. 727, 1989. Warszawa.
- Katarzyna Bucholc-Srogosz: Generał Jan Komarzewski szef Kancelarii Wojskowej Króla Stanisława Augusta Poniatowskiego. W: Dzieje biurokracji. A. Górak, I. Łuć, D. Magier (red.). T. 1. Lublin-Siedlce: 2008.
- Katarzyna Bucholc-Srogosz: Emigracyjne listy generała Jana Komarzewskiego do króla Stanisława Augusta Poniatowskiego. Poznań: Wydawnictwo Poznańskie, 2010.